# ثيو ميندي
ثيو ميندي (بالفرنسية: Théo Mendy)‏ هو لاعب كرة قدم سنغالي في مركز الهجوم، ولد في 20 يونيو 1989 في داكار في السنغال. لعب مع أضنة دمير سبور.

## وصلات خارجية
- ثيو ميندي على موقع اتحاد تركيا (لاعب) (الإنجليزية)
- ثيو ميندي على موقع قاعدة بيانات كرة القدم.إي يو (الإنجليزية)
- ثيو ميندي على موقع Soccerway.com (الإنجليزية)
- ثيو ميندي على موقع عالم كرة القدم.نت (الإنجليزية)